# Xestoleptura crassipes
Xestoleptura crassipes är en skalbaggsart som först beskrevs av Leconte 1857.  Xestoleptura crassipes ingår i släktet Xestoleptura och familjen långhorningar. Inga underarter finns listade i Catalogue of Life.